# Herpsilochmus roraimae
Herpsilochmus roraimae là một loài chim trong họ Thamnophilidae.